# 限界費用

典型的な限界費用曲線(MC)に限界収益曲線(MR)を重ねたグラフ

経済学において、限界費用（げんかいひよう、英: marginal cost）とは、生産量を増加させたときに追加でかかる費用である。
毎日、自動車を100台生産している工場があったとして、その工場が一日の生産台数を1台増やし101台にしたときに追加でかかる費用がその例である。その場合、工場の家賃の増加はなく、光熱費の増加もわずかであり、費用の増加分は主に、自動車の部品代と労働者の人件費となる。
完全競争下で企業が利潤最大化をすると、価格は限界費用に一致するまで低下する。また限界費用と限界収益が一致する生産量となっている。

## 限界費用の定式化
企業は生産物を生産し販売することで収入を得るが、生産には費用がかかり、その費用は工場の家賃や製造装置の購入費のような生産量に関係なくかかる固定費用（fixed cost）と、生産物の材料費や加工・組み立てのための労働者への賃金のような生産量に応じて生じる変動費用(variable cost)からなる。
固定費用・変動費用をあわせた総費用（total cost : {\displaystyle T\!C}）を生産量{\displaystyle x}によって変動する費用関数（cost function）{\displaystyle C(x)}として考えたときに、この関数が連続であり微分可能な関数であれば、限界費用（marginal cost : {\displaystyle M\!C}）は、下記のように費用関数の微分としてあらわすことができる。
限界費用 {\displaystyle M\!C} = {\displaystyle {\frac {d\ T\!C}{dx}}={\frac {d\ C(x)}{dx}}=C'(x)}

## 限界収入
企業が生産物の販売により収入を得る場合の総収入を考えると、生産物の価格を {\displaystyle p} 、販売量を{\displaystyle x}とすると総収入(total revenue : {\displaystyle T\!R})は
{\displaystyle T\!R=p\cdot x}
とあらわされる。限界費用の考え方と同じように、販売量をわずかに変化させたときの総収入の変化を限界収入(marginal revenue : {\displaystyle M\!R}、あるいは限界収益)とよび、
{\displaystyle M\!R={\frac {d\,T\!R}{dx}}={\frac {d\left(p\cdot x\right)}{dx}}}
ここで、価格 {\displaystyle p} は、販売量によって変化するため、販売量の関数 {\displaystyle p(x)} であり、
{\displaystyle M\!R={\frac {d\,\left(p(x)\cdot x\right)}{dx}}={\frac {d\,p(x)}{dx}}\cdot x+p(x){\frac {dx}{dx}}={\frac {dp}{dx}}+p}
となる。価格が、販売量に依存しない条件下では{\displaystyle {\tfrac {dp}{dx}}=0}なので、限界収入{\displaystyle M\!R}は単に価格{\displaystyle p}と同一になる。

## 利潤最大化
利潤を最大化するためにはどのようにすればよいだろうか？生産量を変化させたときに、利潤が最大化される条件を考える。利潤（profits : {\displaystyle \Pi }）は総収入{\displaystyle T\!R}から総費用{\displaystyle T\!C}を差し引いた残余であり、生産量{\displaystyle x}の関数として次のように定義される。
利潤 {\displaystyle \Pi } = 総収入 {\displaystyle T\!R} - 総費用 {\displaystyle T\!C}
{\displaystyle \Pi (x)=T\!R-T\!C=p(x)\cdot x-C(x)}
もしこの利潤関数が上に凸で、極を一つしか持たない関数であるならば、利潤が最大化するのは次の条件のとき。
{\displaystyle {\frac {d\ \Pi (x)}{dx}}=0}
すなわち、限界費用{\displaystyle M\!C}、限界収入{\displaystyle M\!R}を用いて、
{\displaystyle {\frac {d\ \Pi (x)}{dx}}={\frac {d\ T\!R}{dx}}-{\frac {dT\!C}{dx}}=M\!R-M\!C=0}
一方、
{\displaystyle M\!R-M\!C=0\Leftrightarrow M\!R=M\!C}
とも表され、限界原理(marginal principle)と呼ばれる。生産物市場が完全競争であり、企業が価格を支配する力がなければ、価格 {\displaystyle p} は生産量 {\displaystyle x}によらず一定となるので、限界収入は{\displaystyle M\!R={\tfrac {d(\ p\cdot x)}{dx}}=p}
となることから、価格 {\displaystyle p} = 限界費用 {\displaystyle M\!C}となる。

## 賃金費用との関係
生産量を {\displaystyle q}、総費用を {\displaystyle K} とすれば、限界費用は {\displaystyle {\frac {dK}{dq}}} である。固定費用を {\displaystyle v}、1単位あたりの原材料費を {\displaystyle u}、賃金費用を賃金率 {\displaystyle w} と労働時間 {\displaystyle l} との積 {\displaystyle wl} とすると、総費用は {\displaystyle K=v+uq+wl} で、資本設備一定の短期の前提の下では減価償却費用など固定費用 {\displaystyle v} は一定、{\displaystyle u} と市場で決まる {\displaystyle w} は一定であるから、限界費用は 
{\displaystyle {\frac {dK}{dq}}=u+w{\frac {dl}{dq}}} 
となる。
新古典派経済学では収穫逓減の法則が働き、{\displaystyle {\frac {dl}{dq}}} は生産量の増大とともに増加すると考えて、U字型の費用曲線の右半分となるが、1930年代以後の大企業の現実は、収穫不変に近く、限界費用は、通常の操業度の下では一定に近い。

## 可変費用との関係
- 固定費用FC＋可変費用VC＝総費用TC

とした場合、固定費用は不変であるのに対し、可変費用は生産量を一単位増加させるたびに増加していく。このときの可変費用（あるいは総費用）の増加分は限界費用といわれる。

## 平均費用、平均可変費用との関係
- 固定費用FC／生産量＝平均固定費用AFC
- 可変費用VC／生産量＝平均可変費用AVC
- 総費用TC／生産量＝平均総費用ATC

以上より
- 平均固定費用AFC＋平均可変費用AVC＝平均総費用ATC

とした場合、生産量を増加させていくにつれ、平均固定費用は減少していくのに対し、平均可変費用は一般に 増加していく。平均固定費用の減少分が平均可変費用の増加分を上回る間、平均総費用は減少していくが、平均固定費用の減少分と平均可変費用の増加分が等しくなったとき、下げ止まった平均総費用は最小となる。このときの最小の平均総費用は限界費用と一致する。
なお、平均総費用が最小となるときの生産量は効率的規模といわれ、完全競争の下での企業の生産量と一致する。